# Gian Antonio Selva
Gian Antonio Selva, né en 1751, mort en 1819 est un architecte néoclassique italien de la fin du XVIIIe siècle et du début du XIXe siècle.

## Biographie
Gian Antonio Selva fut actif surtout à Venise. Il visita Rome, Londres et Paris. Ses premiers travaux étaient inspirés du style néopalladianisme simplifié, comme le Théâtre La Fenice. Plus tard, il s'orienta vers le néoclassicisme de manière rigoureuse (Duomo de Cologna Veneta).

## Réalisations
- Théâtre La Fenice, Venise.
- Duomo de Cologna Veneta.

## Sources et références
- Sulla Architettura e sulla scultura in Venezia dal Medio Evo fino a oggi, studi di S. Selvatico, éditeur: Paolo Ripamonti Carpani, 1847.